# Liste der brasilianischen Botschafter in Armenien
Die Botschaft befindet sich in 57 Simeon Yerevantsi St. Jerewan.
| Ernannt       | Name                            | Bemerkungen        | Mensagem Senado Federal | im Senat des Nationalkongress (Brasilien) vorgestellt am | ernannt von               | akkreditiert bei   | Posten verlassen |
| ------------- | ------------------------------- | ------------------ | ----------------------- | -------------------------------------------------------- | ------------------------- | ------------------ | ---------------- |
| 24. Dez. 1993 | Sebastião do Rego Barros Netto  | Amtssitz in Moskau | MSF 433 de 1993         | 17. Dez. 1993                                            | Itamar Franco             | Hrant Bagratjan    |                  |
| 5. Mai 1995   | Thereza Maria Machado Quintella | Amtssitz in Moskau | MSF 165 de 1995         | 29. Juni 1995                                            | Fernando Henrique Cardoso | Hrant Bagratjan    |                  |
| 19. Juli 2006 | Renate Stille                   | [ 2 ]              | MSF 99 de 2006          | 11. Juli 2006                                            | Luiz Inácio Lula da Silva | Andranik Markarjan |                  |
| 7. Apr. 2009  | Marcela Maria Nicodemos         | [ 3 ]              | MSF 3 de 2009           | 24. März 2009                                            | Luiz Inácio Lula da Silva | Tigran Sargsjan    |                  |
| 9. Apr. 2013  | Edson Marinho Duarte Monteiro   | [ 4 ]              | MSF 111 de 2012         | 3. Apr. 2013                                             | Dilma Rousseff            | Tigran Sargsjan    |                  |